# Wilhelm Thomas (Diplomat)
Wilhelm Thomas (* 11. Juli 1880 in Konstanz; † 18. Juni 1948 in Baden-Baden) war ein deutscher Diplomat.

## Leben
Thomas studierte von 1900 bis 1903 Rechtswissenschaft und wurde Doktor der Rechte.
Von 1907 bis 1908 wurde er im väterlichen Betrieb beschäftigt.
1908 war er Regierungsassessor im hessischen Staatsdienst.
1912 trat er in den auswärtigen Dienst und wurde bis Mai 1915 beim Generalkonsulat Genua beschäftigt.
Nach dem Ersten Weltkrieg war er ab November 1919 dem Generalkonsul Franz von Herff (* 1857; † 30. Mai 1920 in Rom) zugeteilt,
wo er im August 1920 zum Gesandtschaftsrat 2. Klasse befördert wurde.
1921 wurde er Konsul in Genua, 1927 Konsul in Tunis, 1928 wurde er zum Generalkonsul erhoben. 1936 trat er der NSDAP bei. Am 6. November 1936 wurde er zum Gesandten im Königreich Siam ernannt, wo er bis 1941 blieb. Thomas hatte eine Tochter und zwei Söhne.